# Patacolls
Patacolls és un clot -petita vall molt tancada- del municipi de Castell de Mur, al Pallars Jussà, a l'antic terme de Mur, en terres de l'antiga caseria de les Esplugues.
Està situat al nord-est de les Esplugues, a prop i a ponent de la cruïlla de la carretera LV-9124 amb la Carretera de Santa Llúcia de Mur. És al sud-oest del Solà de Roca i al nord-est del Solà de les Esplugues. S'hi forma el barranc de la Gessera.